# Briba-de-rabo-grosso
Hemidactylus brasilianus, também chamado Briba brasiliana, é um réptil escamado, de tamanho pequeno, da subfamília Gekkoninae. A espécie foi descrita pela primeira vez em 1935 por A. do Amaral.
É encontrada apenas no Brasil, nas áreas do semiárido de Minas Gerais e da Bahia e no Jalapão. Alimenta-se de pequenos insetos e de outros invertebrados.
Em 2006, um estudo com ADN mitocondrial de várias espécies de lagartixas descobriu que o gênero Briba é o mesmo que Hemidactylus. Os autores sugeriram que Briba brasiliana passasse a chamar-se Hemidactylus brasilianus.